# Косівка (Білгород-Дністровський район)

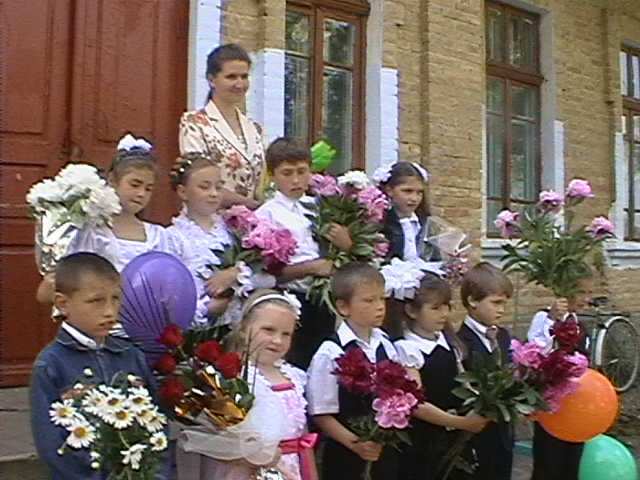
Косівська загальноосвітня школа I ступеня (2010 рік)

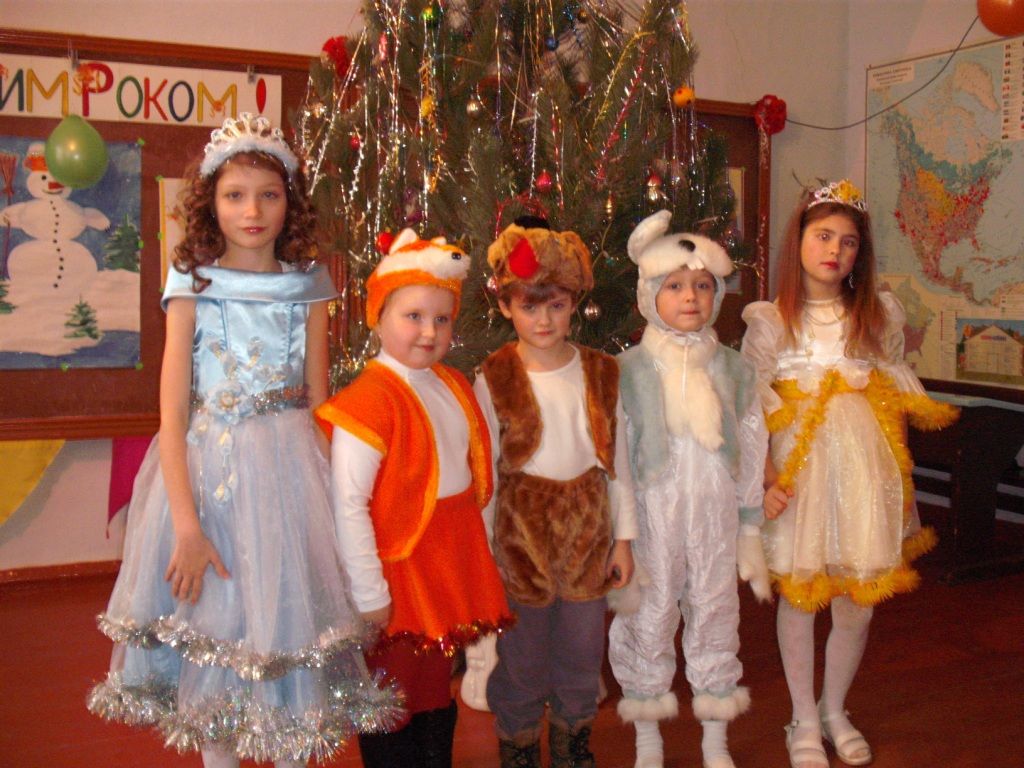
Новорічне свято в школі (2010 рік)

Косі́вка — село Сергіївської селищної громади Білгород-Дністровського району Одеської області в Україні. Населення становить 258 осіб. В селі є школа (Косівська загальноосвітня школа I ступеня), медпункт, бібліотека, Церква євангельських християн-баптистів (прибл. 25 членів) та магазин.

## Транспорт

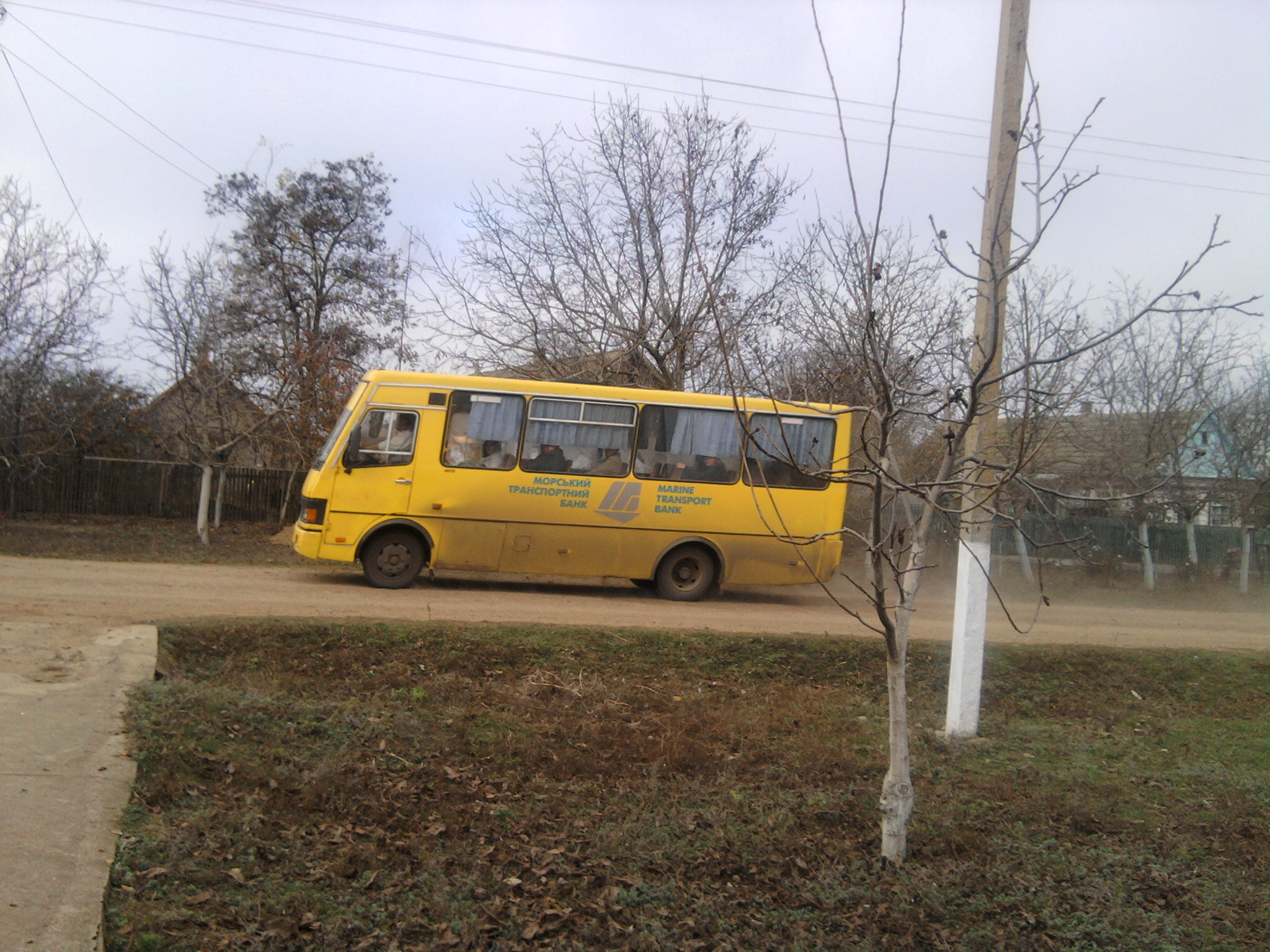
Автобус "Б-Дністровський — Попаздра"

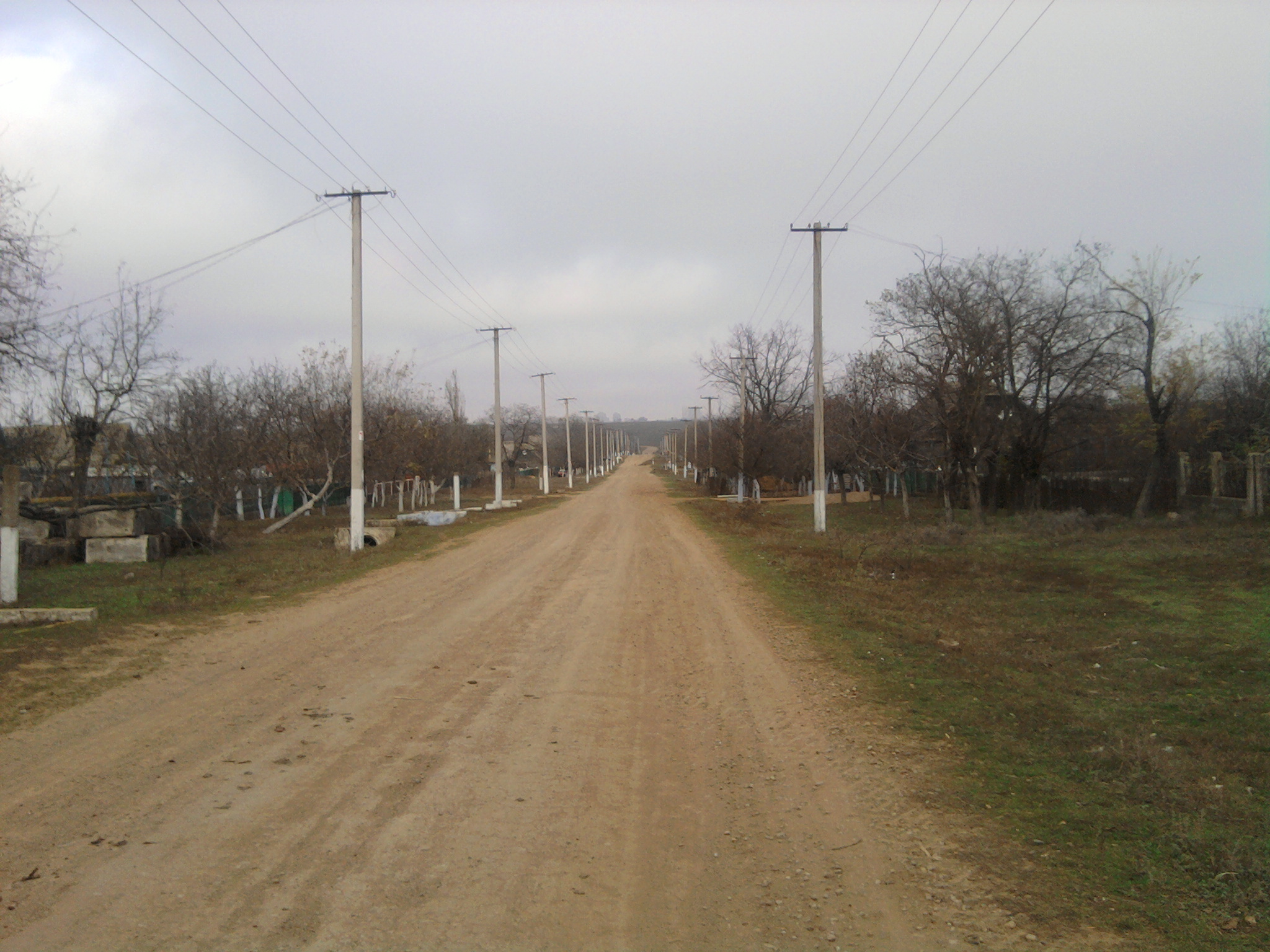
Центральна вулиця Косівки — Набережна (колишня Жовтнева)

## Море

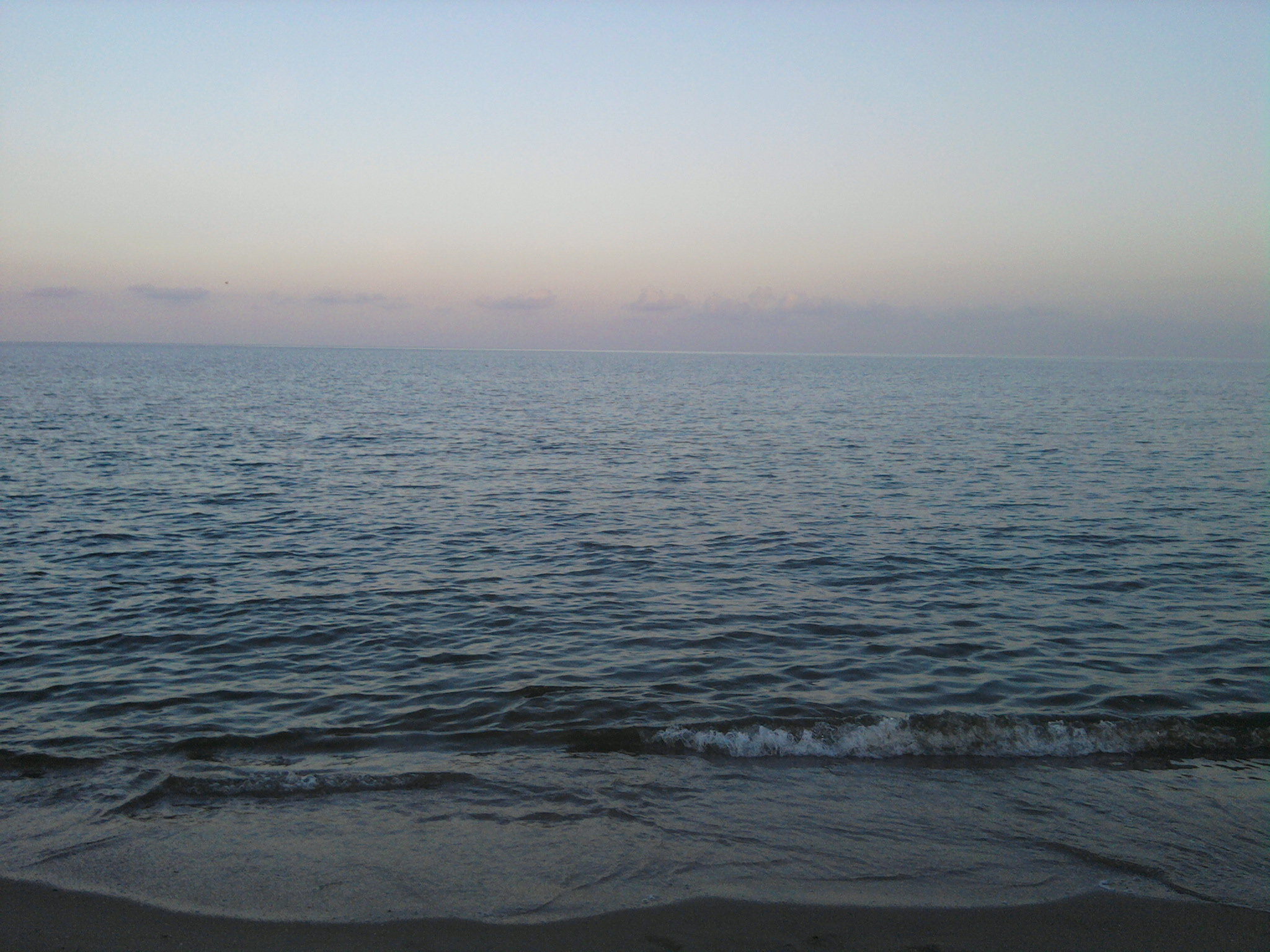
Чорне море (вид із коси)

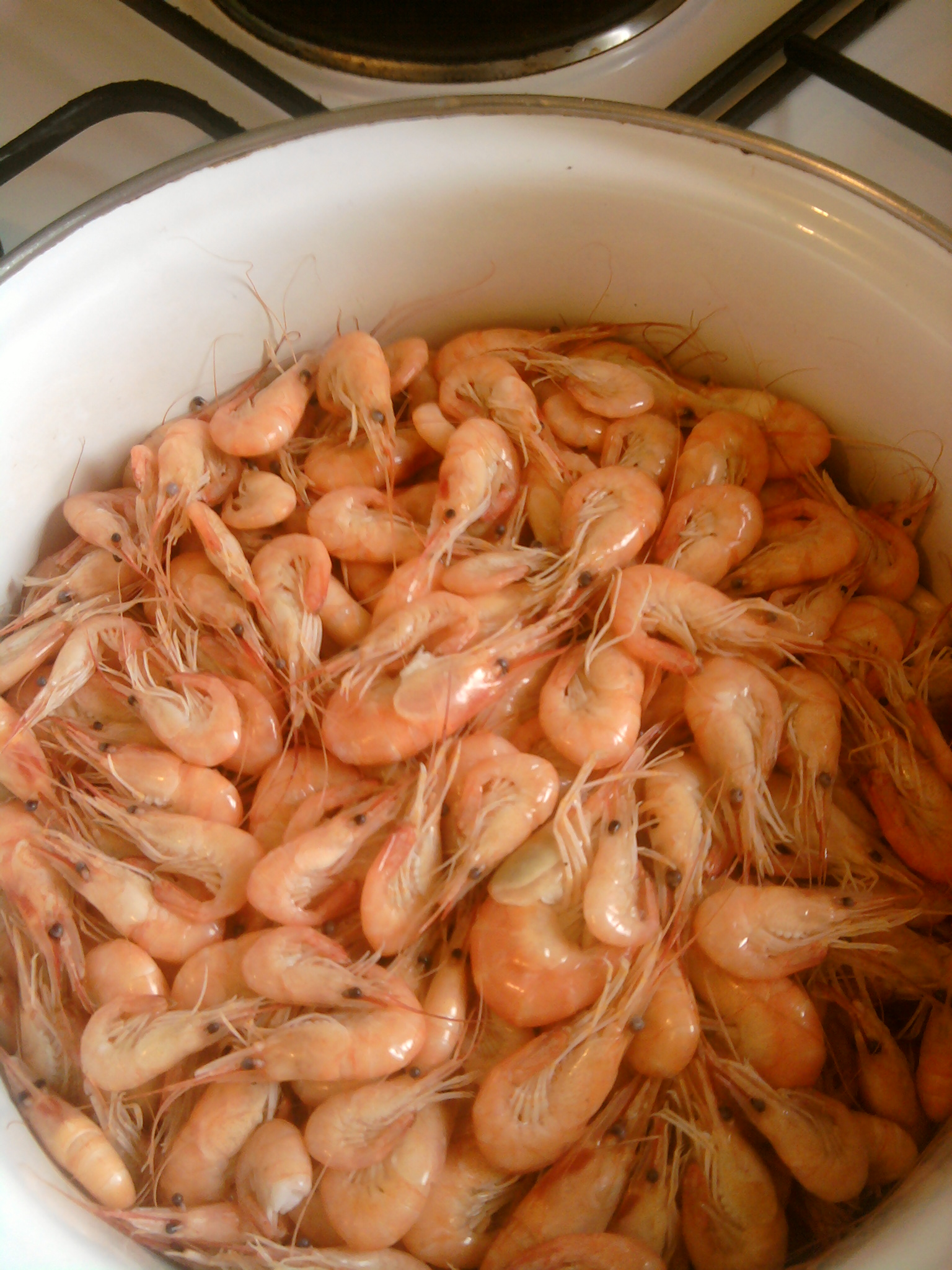
Креветки з моря

## Географія

Розташування Косівки на карті

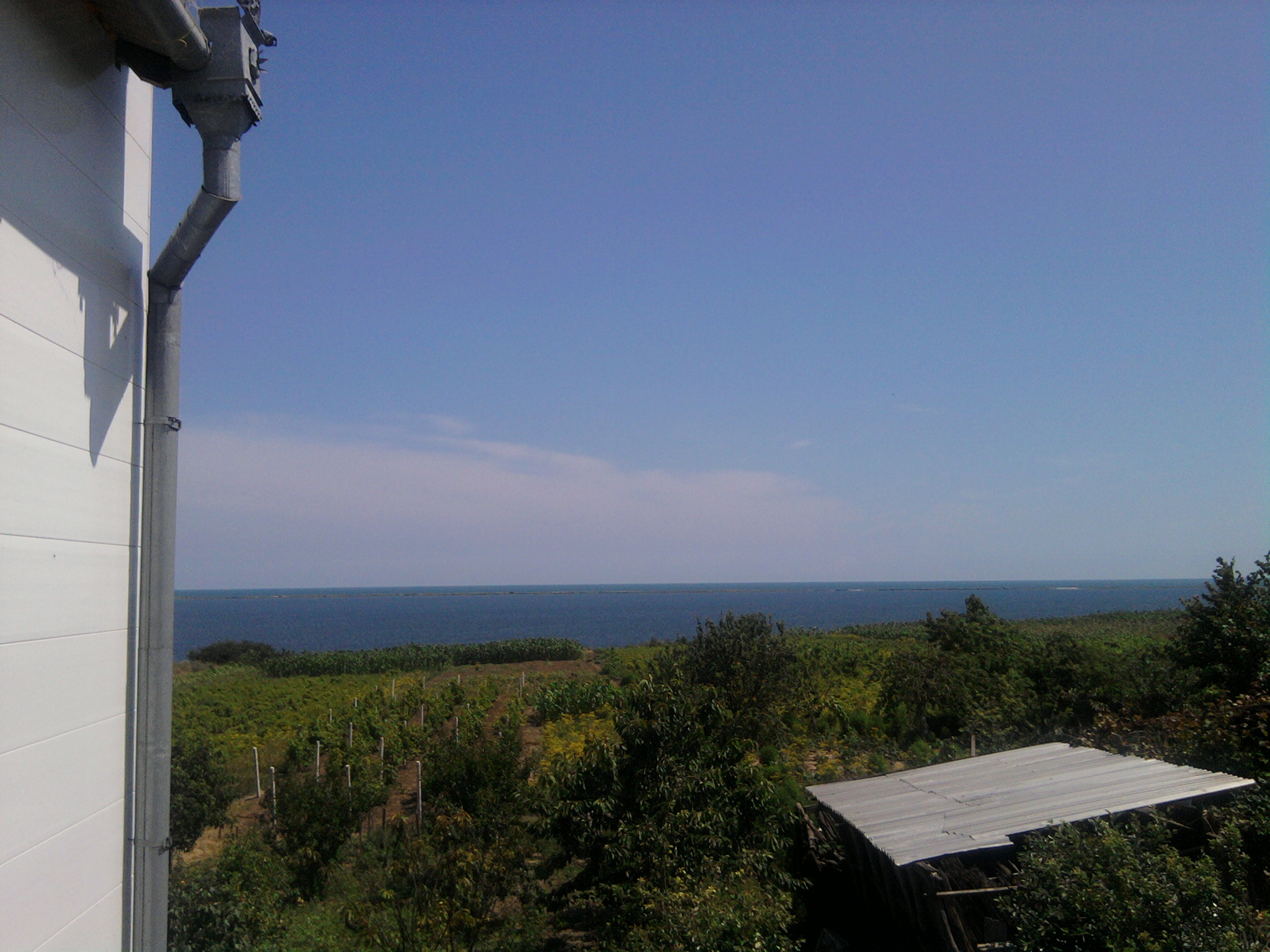
Вид на лиман, косу і море з Косівки

Косівка є типовим бессарабським селищем, розташованим у тій частині Бессарабії, де етнічна більшість населення становлять українці. Тому більшість населення села — українці. До другої світової війни в Косівці мешкало 80 % українців і 20 % росіян. Після війни до села приїхало багато молдаван, у зв'язку з будівництвом санаторіїв Сергіївки Молдавською РСР.
Деякі мешканці Косівки продають свої овочі, фрукти, молоко, сир та бринзу на базарі в Сергіївці. Раніше в селі було багато корів, але зараз їх дуже мало. Багато людей держать кози. Майже кожен двір має свій виноградник. Більшість виноградників — це винні сорти і тільки деякі виноградники мають столові (європейські) сорти.
Більшість хат у селі збудовано перед другою світовою війною. Будувалися вони з «чамура» (глина з соломою) або «пац» (великі цеглини з «чамура»). Дахи були покриті черепицею. За останні 50 років в селі збудовано тільки декілька сучасних двоповерхових домів з використанням сучасних будівельних матеріалів. В селі є водопровід від власної 100-метрової свердловини, вода з якої має лікувальні властивості.
Будацький лиман, на березі якого розташована Косівка колись мав з'єднання з морем і можна було човном вийти з лиману в море. У ранні радянські часи в Косівці існував рибколгосп який мав свої моторні човни «магуни», на яких рибалки виходили в море і ловили рибу. Після того, як у зв'язку з будівельними роботами в Сергіївці зникло з'єднання лиману з морем, рибколгосп припинив вилов риби.
Косівка має дуже вигідне географічне положення. Розташована вона на березі Буджацького лиману. Грязі цього лиману лікують від багатьох хвороб і використовуються в санаторіях Сергіївки. Лиманська вода — солона і також має лікувальні властивості. З Косівки до моря можна дістатися моторним човном через лиман або наземним транспортом через Сергіївку або Курортне. Асфальтова дорога (траса) обходить Косівку на відстані понад одного кілометра. В селі немає ніяких розважальних закладів, а в єдиному магазині не продаються алкогольні напої. Завдяки всьому цьому, Косівка є спокійним курортним селищем, нетиповим для зони відпочинку.

## Населення
Згідно з переписом 1989 року населення села становило 267 осіб, з яких 113 чоловіків та 154 жінки.
За переписом населення 2001 року в селі мешкало 258 осіб.

### Мова
Розподіл населення за рідною мовою за даними перепису 2001 року:
| Мова       | Відсоток |
| ---------- | -------- |
| українська | 78,29 %  |
| російська  | 15,89 %  |
| молдовська | 5,04 %   |
| німецька   | 0,39 %   |

Корінні жителі Косівки розмовляють бессарабським діалектом української мови. Цей діалект має багато слів румунського і російського походження, тому що це була територія Румунії, а пізніше — СРСР. Наприклад, кукурудзу називають румунською «папушоя». Слово «ставити» чи «поставити» використовується замість слів «зробити», «класти» і «покласти». Наприклад, замість «зробити укол», селяни кажуть «поставити укол». Замість «покласти цукор у чай», кажуть «поставити цукор в чай». Замість «Косівка», кажуть «Косовка». «Соша» на місцевій мові — це асфальтова дорога чи траса. Селяни, які жили в Косівці до 1940 року, ходили до румунської школи і знали румунську мову. Їхні діти й онуки вже не знають румунську мову, але використовують багато румунських слів. Унаслідок впливу СРСР багато селян розмовляє українською мовою, але вміє писати й читати тільки російською. У часи СРСР до села приїхало багато молдаван і росіян, які розмовляють переважно молдовською і російською мовами.

## Література та мистецтво

Мистецтво Косівки

Мистецтво Косівки

Мистецтво Косівки

## Історія

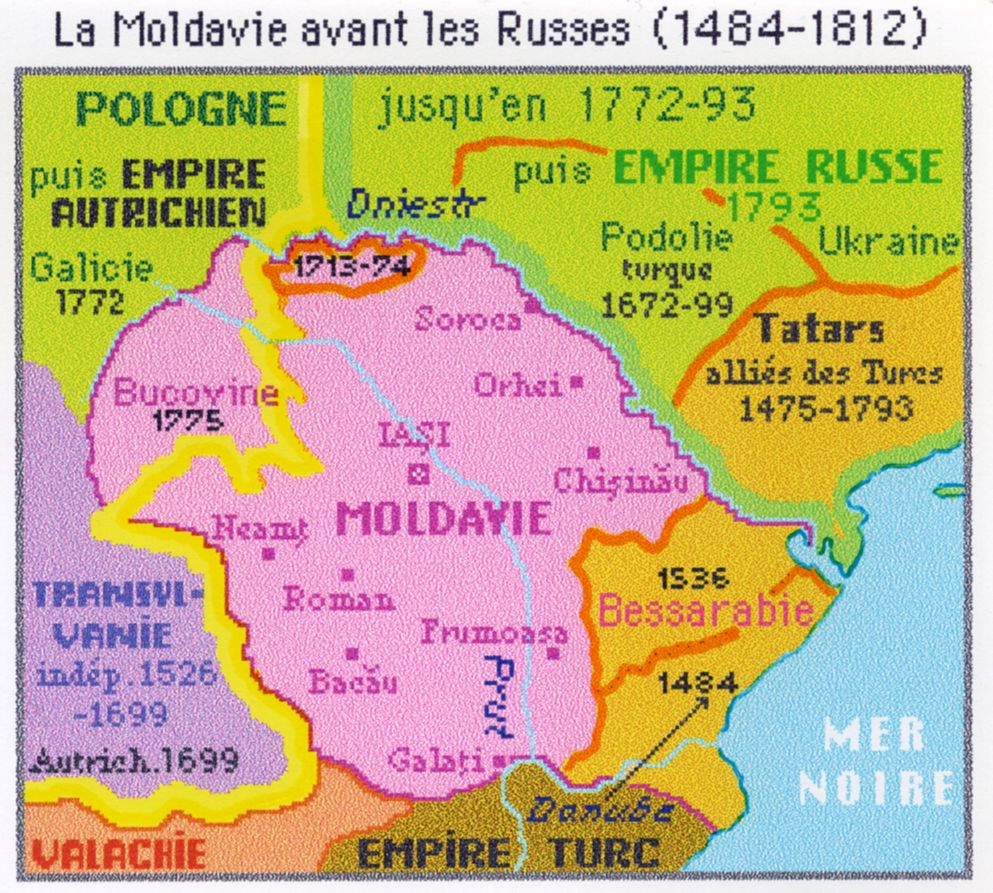
1484–1812

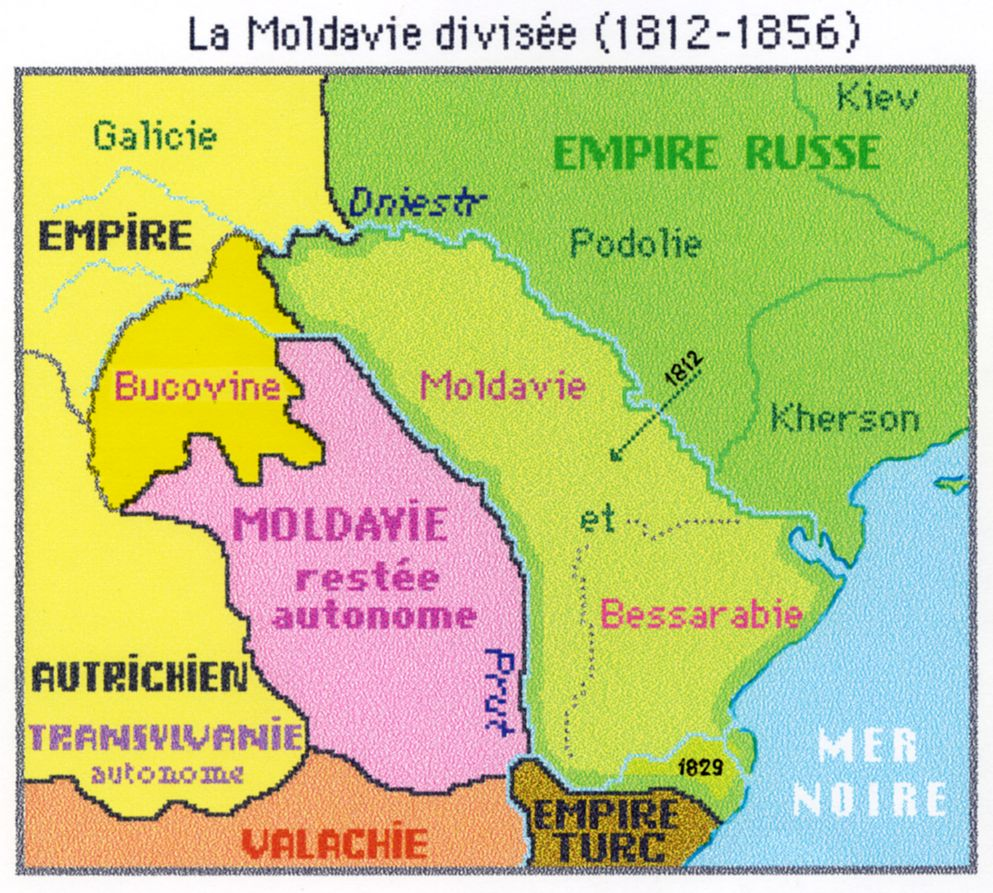
1812–1856

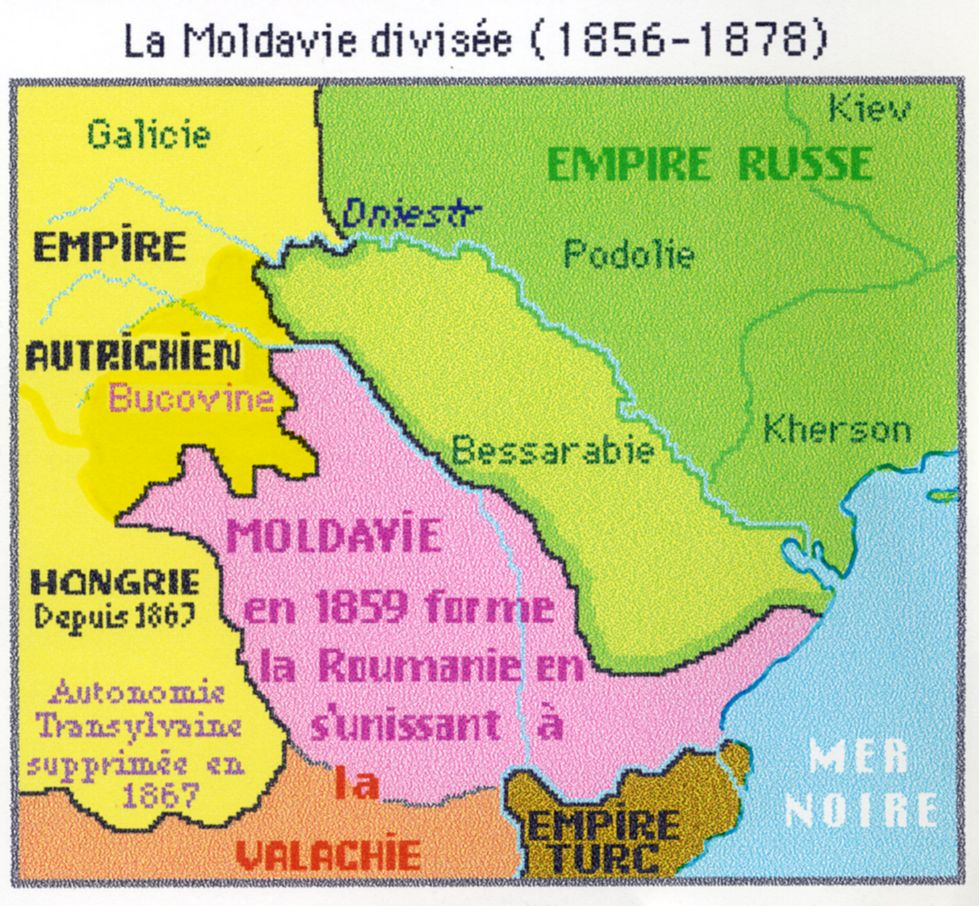
1856–1878

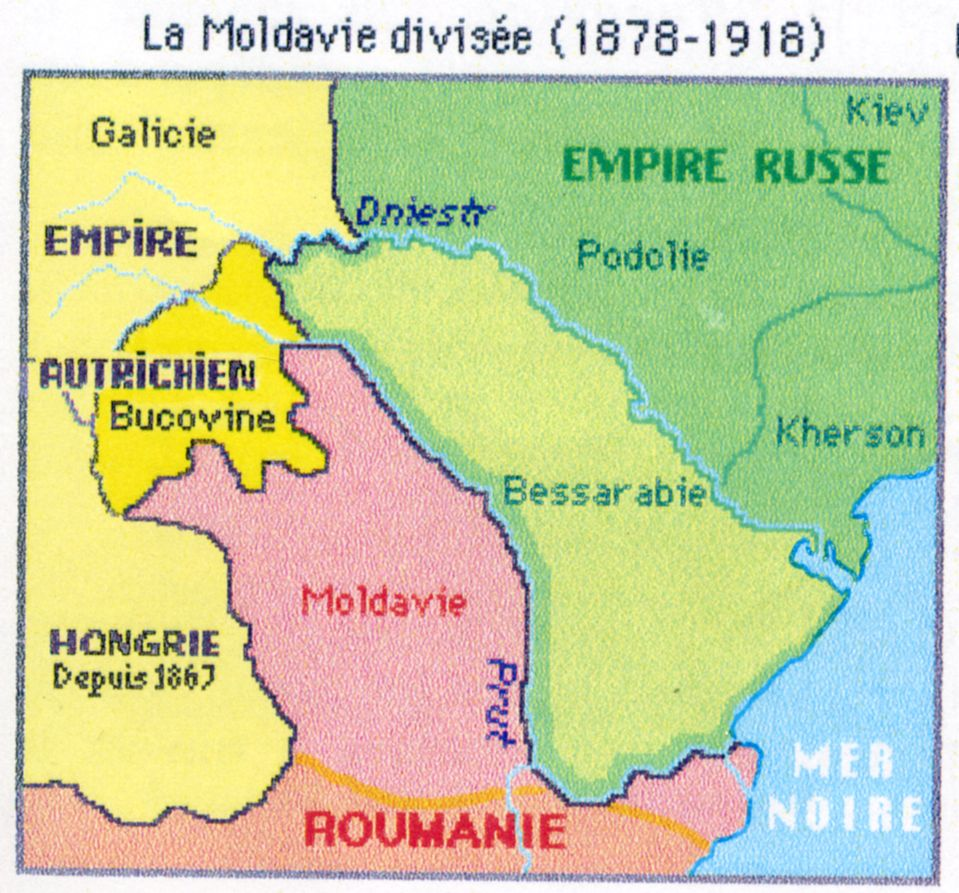
1878–1918

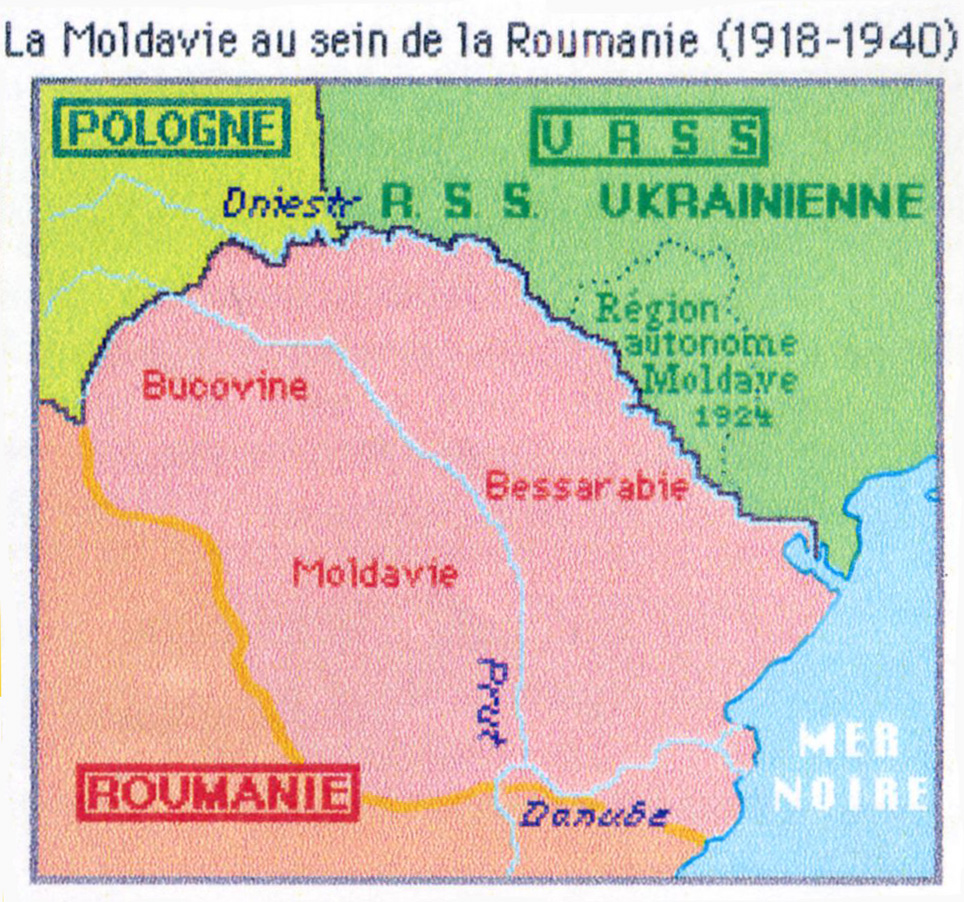
1918–1940

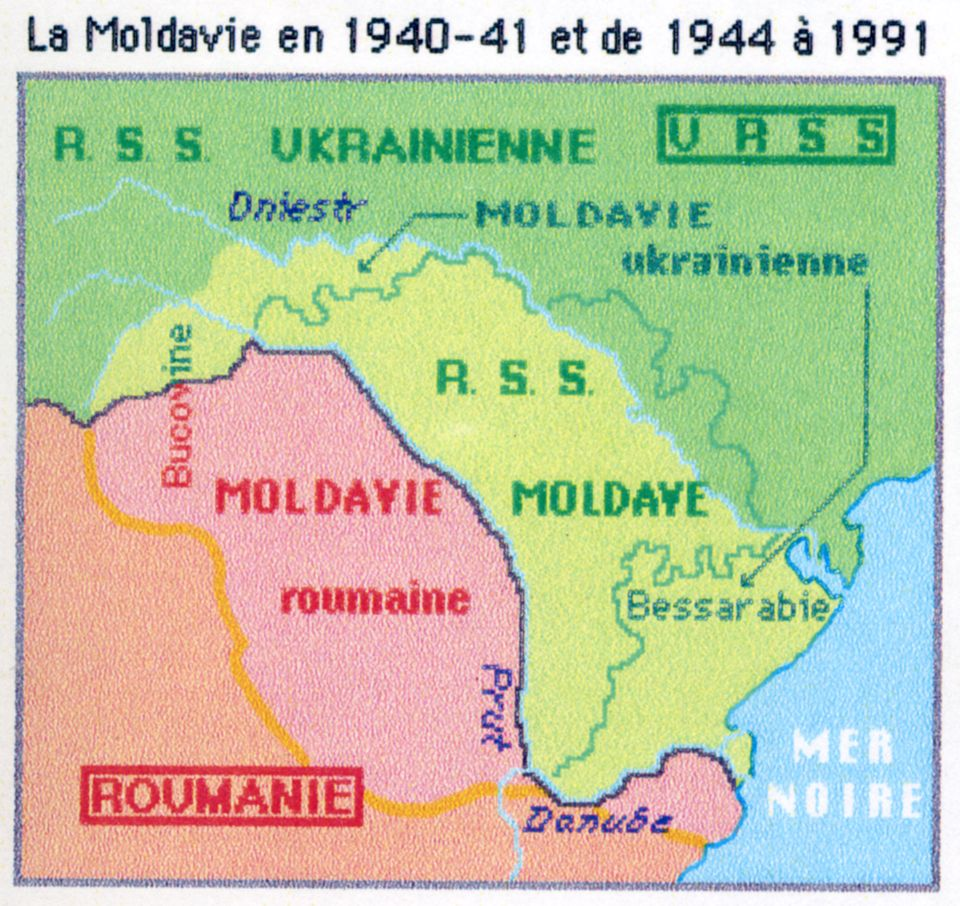
1940–1991

## Релігія

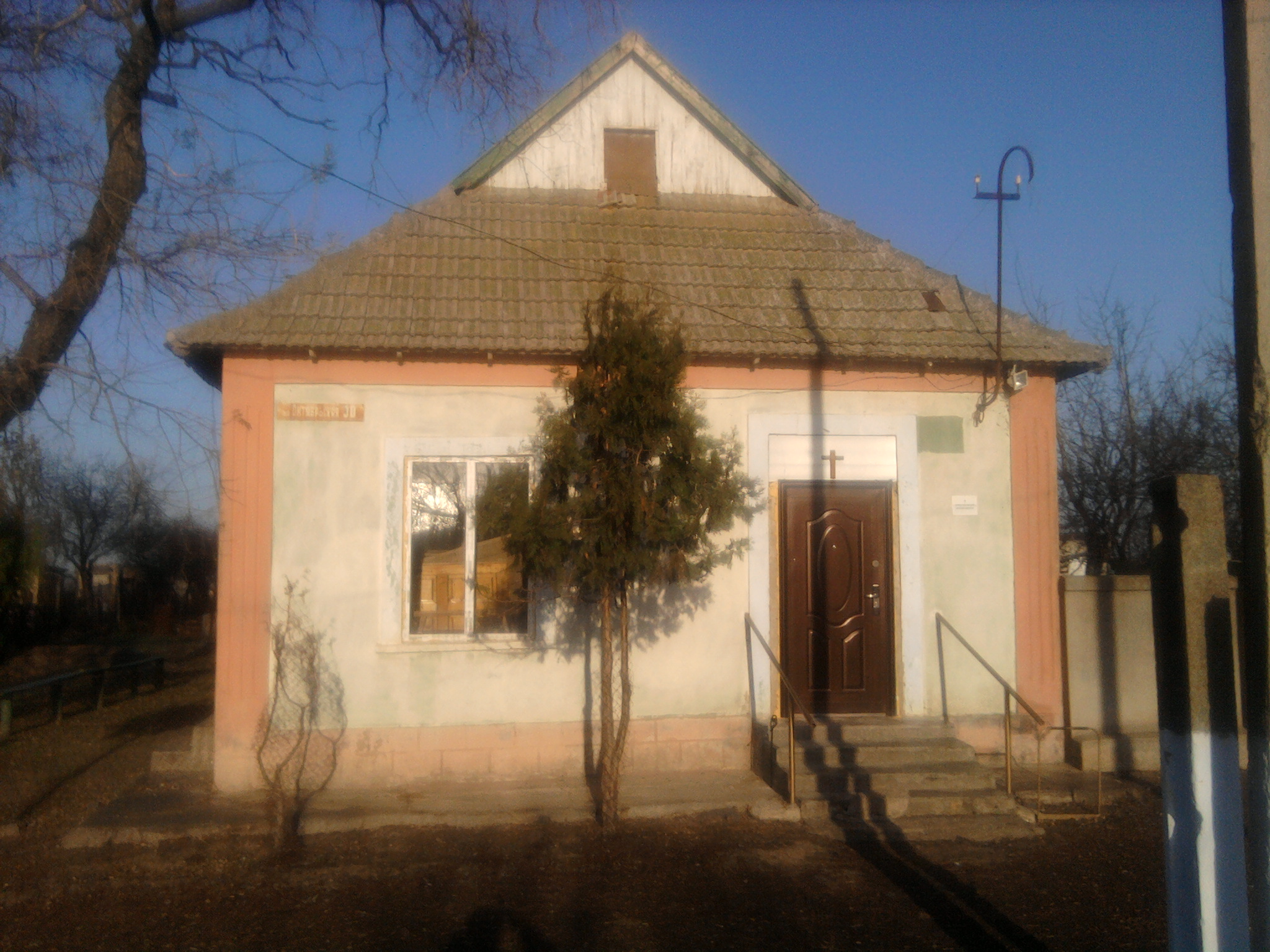
Церква євангельських християн-баптистів

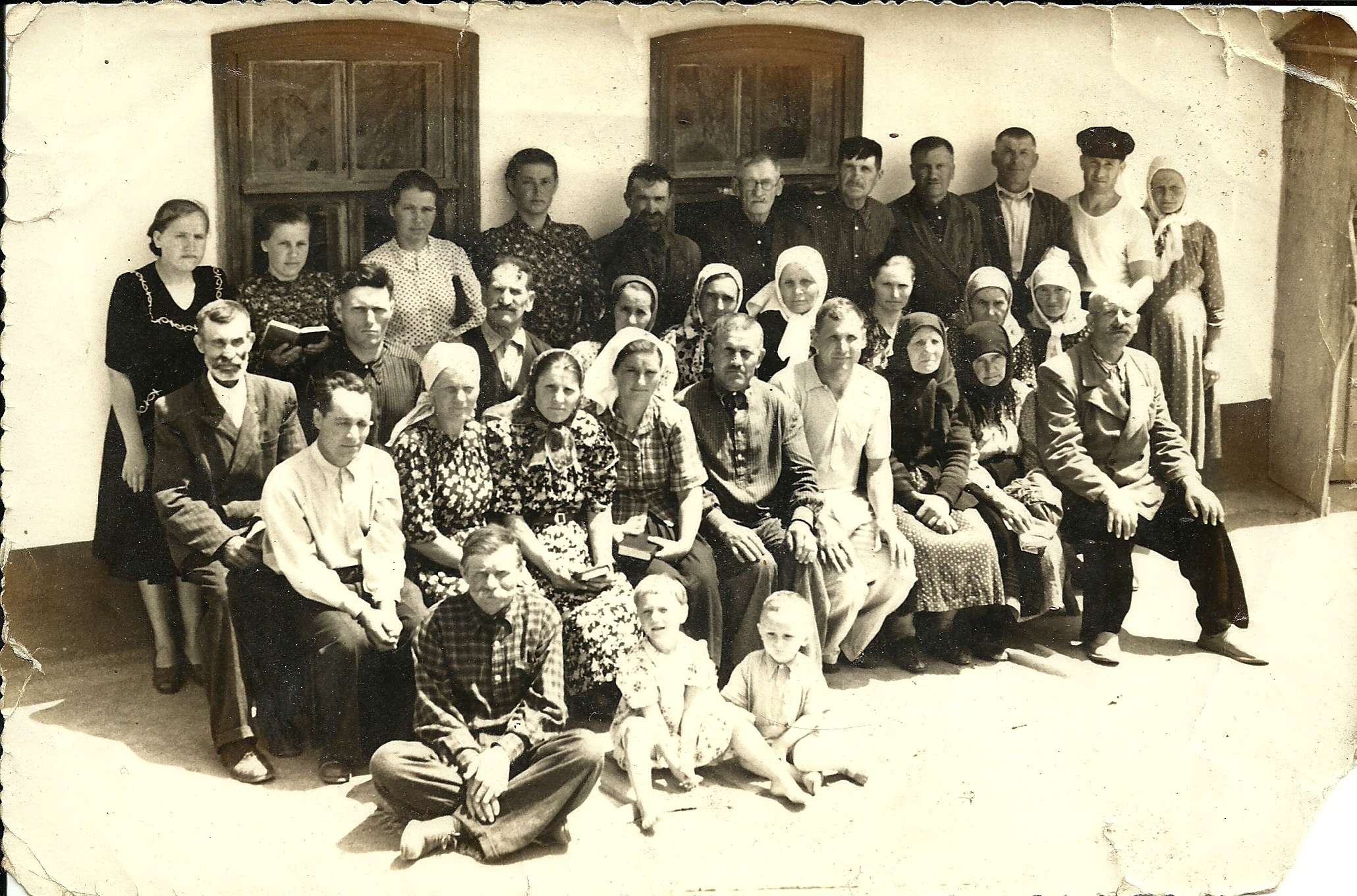
Церква євангельських християн-баптистів

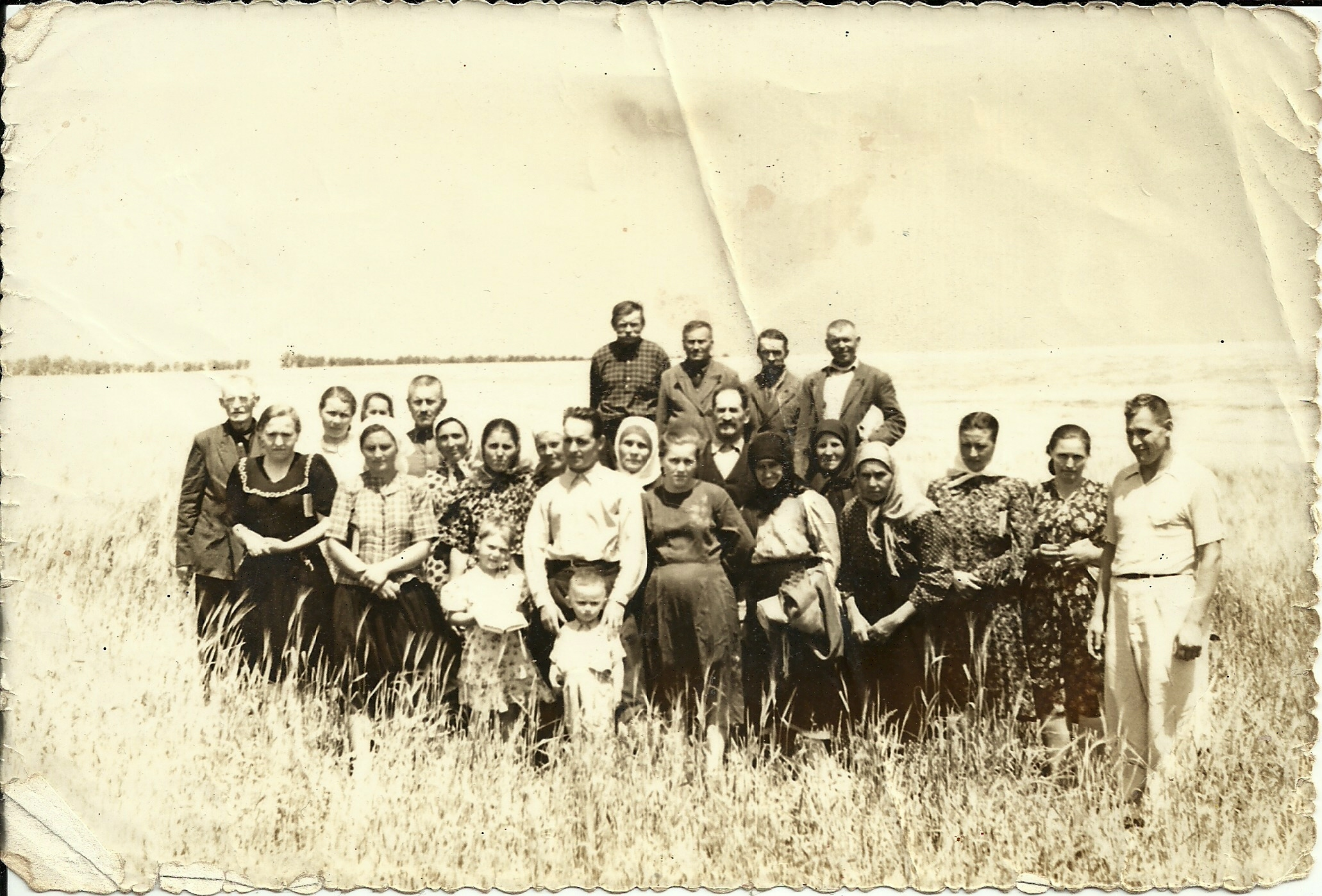
Церква євангельських християн-баптистів

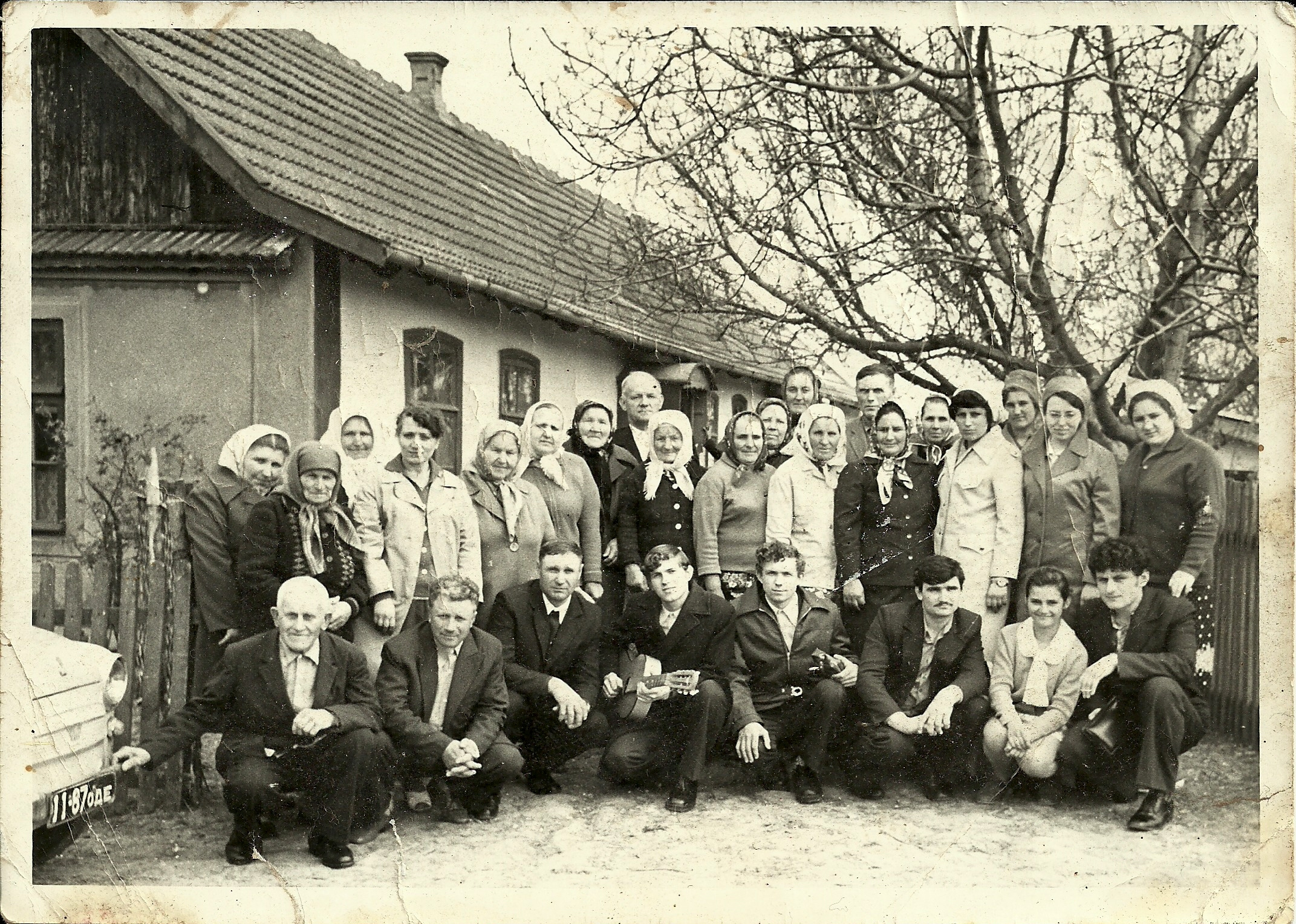
Церква євангельських християн-баптистів, 30 квітня 1978 р.

## Молодь села

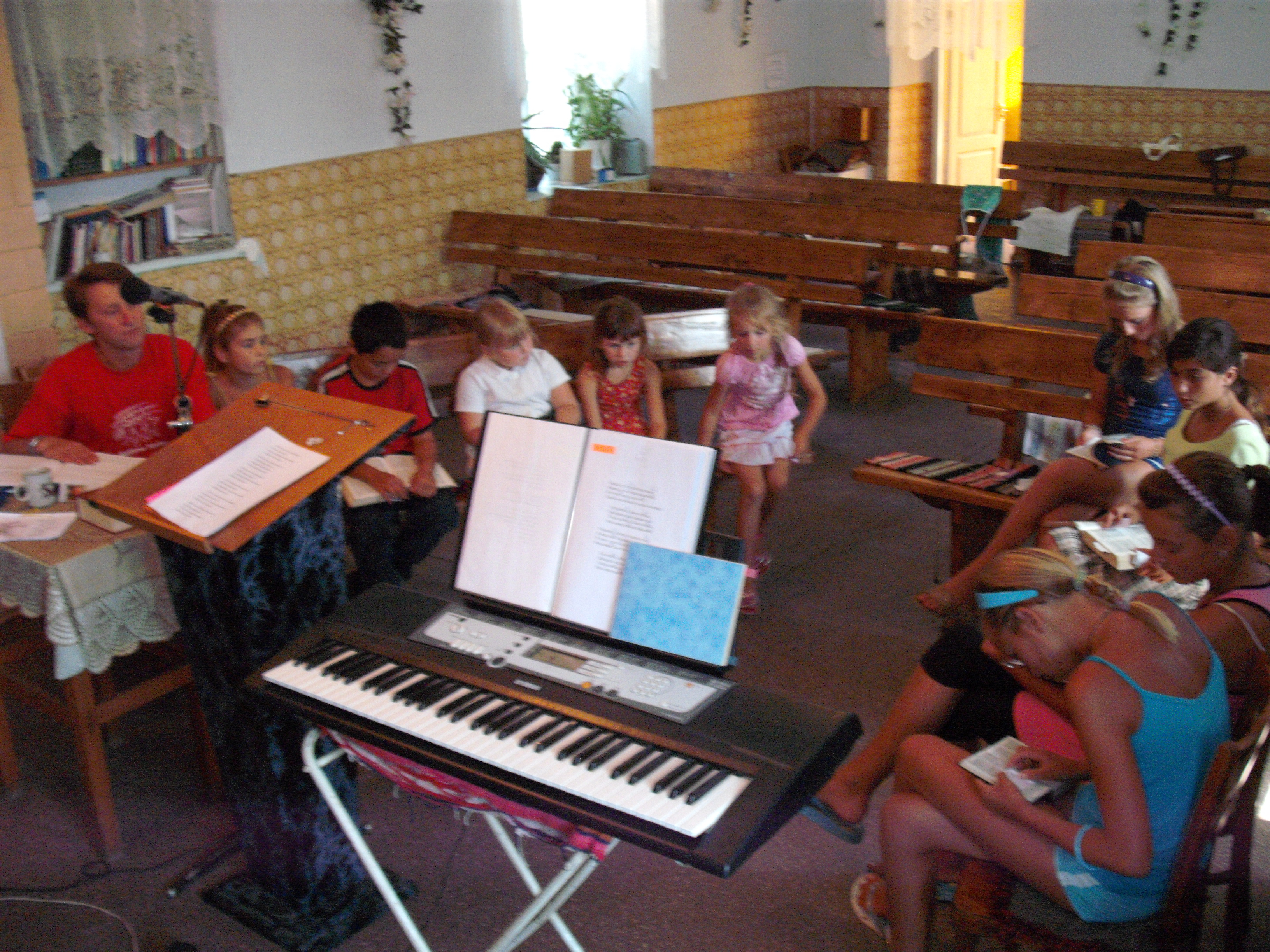
Клуб "Майбутнє України"

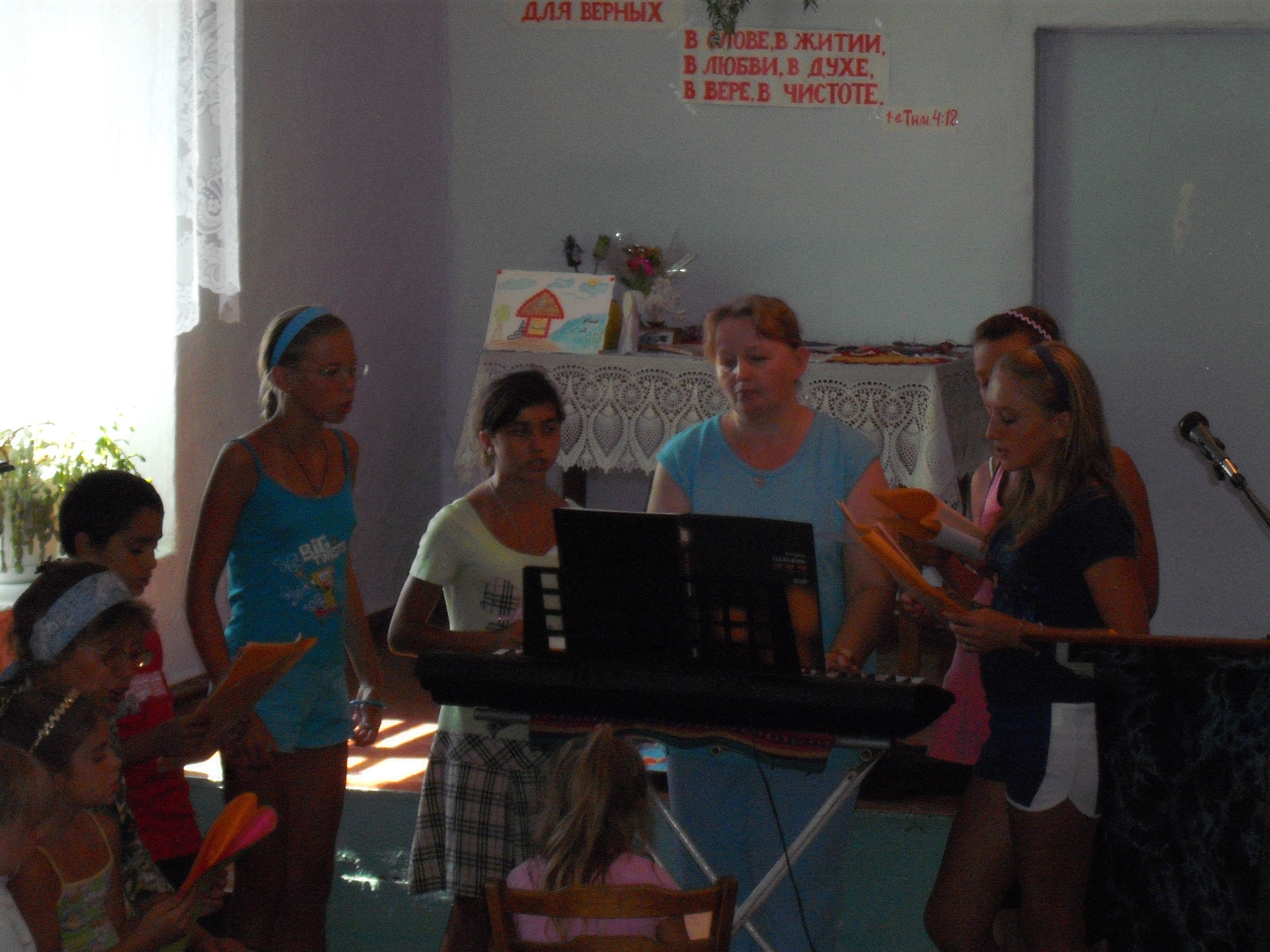
Клуб "Майбутнє України"